# 佐々木章
佐々木 章（ささき あきら、1906年（明治39年）2月16日 - 1963年（昭和38年））は昭和期の歌手、作曲家。

## 経歴
北海道函館市出身。函館商業学校中退。1936年（昭和11年）末より大村能章に声楽を師事した。1937年（昭和12年）9月に発売された「露営の歌」の吹き込みに参加。
戦後は作曲家として活動。デビュー前の三波春夫などを指導した。